# Zhou Daguan
Zhou Daguan (周達觀T, 周达观S, Zhōu DáguānP) (1266 – 1346) è stato un diplomatico cinese sotto l'imperatore Chengzong della dinastia Yuan.
È conosciuto principalmente per i suoi resoconti sulla sua visita della città di Angkor e dei suoi templi. Arrivò ad Angkor nell'agosto del 1296, e rimase alla corte del re Srindravarman fino al luglio del 1297. Non fu il primo e neanche l'ultimo rappresentante cinese a visitare la Cambogia. Tuttavia, il suo soggiorno è rimasto nella storia poiché Zhou Daguan ne fece un resoconto dettagliato che è giunto fino a noi. Il suo racconto è oggi una delle fonti più importanti per la comprensione storica di Angkor e dell'Impero Khmer. Oltre che alle descrizioni di molti grandi templi (come il Bayon, il Baphuon, Angkor Wat ed altri), il testo fornisce anche utili informazioni sulla vita di tutti i giorni, e sugli usi e i costumi degli abitanti di Angkor.

## Descrizione del popolo Khmer
Zhou Daguan scrisse che sia gli uomini che le donne non si coprivano il petto, camminavano a piedi scalzi, ed indossavano solo un pezzo di stoffa cinto alla vita. Scrisse che le donne comuni non portavano ornamenti, sebbene alcune portassero anelli d'oro o bracciali. Sembra che le donne più belle fossero mandate a servire alla corte del re o della famiglia reale. Una delle cose più interessanti era che tutti i commerci erano fatti dalle donne. Nelle zone di mercato non c'erano edifici, e le donne vendevano le loro merci su grandi tappeti posati per terra. Sembra che per occupare il proprio spazio al mercato si dovesse pagare un affitto agli ufficiali. Egli affermò che la gente Khmer non aveva tavoli o sedie nelle proprie case. Secondo i resoconti cuocevano il cibo in pentole di terracotta usate per bollire il riso e per preparare delle zuppe. I mestoli erano fatti con pezzi di noci di cocco e la zuppa veniva servita in piccole ciotole fatte di foglie intrecciate, apparentemente a impermeabili.
Descrisse anche una processione del re Indravarman III con una spada sacra in mano:
Quando il re esce, le truppe sono alla testa della scorta; poi vengono le bandiere, gli stendardi e i musici. A palazzo le donne, da trecento a cinquecento, indossando abiti fioriti e con fiori nei capelli, portano delle candele nelle loro mani e formano un gruppo. Le candele sono accese anche in pieno giorno. Poi vengono altre donne del palazzo reale, portendo lance e scudi, poi le guardie private del re, seguiti da carri trainati da capre e da cavalli, tutti coperti d'oro. Ministri e principi viaggiano sopra degli elefanti e davanti a loro si possono vedere, da lontano, una quantità innumerevole di ombrelli rossi. Dopo di loro vengono le vedove e le concubine del re su delle portantine, dei carri a cavallo o sopra elefanti. Hanno più di cento parasole, tutti ricamati d'oro. Dietro di loro viene il sovrano, in piedi sopra un elefante, con in mano la spada sacra. Le zanne degli elefanti sono ricoperte d'oro.
Il libro di Zhou Daguan fu tradotto in francese per la prima volta nel 1819 dal sinologo Jean-Pierre Abel-Rémusat e poi da Paul Pelliot nel 1902. La traduzione di Paul Pelliot fu in seguito usata come base per la traduzione in inglese e tedesco.